# Alojzów (województwo mazowieckie)
Alojzów – wieś w Polsce położona w województwie mazowieckim, w powiecie radomskim, w gminie Iłża. Ma status sołectwa.
| SIMC    | Nazwa        | Rodzaj     |
| ------- | ------------ | ---------- |
| 1055316 | Huta-Dobrzyń | przysiółek |

We wsi znajdują się: szkoła podstawowa (klasy I-III), kościół parafii rzymskokatolickiej, siedziba jednostki Ochotniczej Straży Pożarnej.
W latach 1954–1961 wieś należała i była siedzibą władz gromady Alojzów, po jej zniesieniu w gromadzie Krzyżanowice. W latach 1975–1998 miejscowość położona była w województwie radomskim.